# Oncotylus viridiflavus
Oncotylus viridiflavus, auch Gelbgrüne Krummnase genannt, ist eine Wanzenart aus der Familie der Weichwanzen (Miridae).

## Merkmale
Die Wanzen werden 6,4 bis 7,8 Millimeter lang. Sie haben eine bläulich-grüne Grundfarbe und eine schwarze Musterung am Kopf und Pronotum und sind dadurch nicht zu verwechseln.

## Vorkommen und Lebensraum
Die Art ist in Europa, ohne den Norden, östlich bis Zentralasien und in den Nordwesten Chinas verbreitet. In Westeuropa kommt sie von Südengland über die Niederlande und Frankreich bis zur Iberischen Halbinsel vor. Sie sind stellenweise häufig, werden nach Osten jedoch seltener. In Deutschland kommt die Art vor allem im Südwesten, um den Bodensee und in Rheinland-Pfalz bis ins Mainzer Becken vor. Aus Ostdeutschland gibt es nur historische Nachweise. In Österreich ist die Art selten und nur aus Niederösterreich und Vorarlberg nachgewiesen.

## Lebensweise
Die Wanzen leben an Flockenblumen (Centaurea), wie z. B. Schwarzer Flockenblume (Centaurea nigra) und sitzen häufig auf den Blüten. Die Weibchen legen ihre Eier in die Stängel der Wirtspflanzen ein, indem sie zunächst mit ihrem Stechrüssel ein Loch bohren. Die adulten Wanzen treten von Juni bis September auf.

## Belege